# WWE SmackDown vs. Raw Online
WWE Smackdown vs. Raw Online era um jogo de wrestling profissional em desenvolvimento pela Vertigo Games, que seria publicado pela THQ. O jogo seria lançado na Coreia do Sul em 2010,  seguido pelo lançamento em outros países asiáticos. O jogo foi cancelado no inicio de 2011, sem explicações por parte da THQ.
Com WWE Online, os jogadores seriam capazes de se conectar com outros jogadores on-line para desafiá-los a um jogo, interagir, ou fazer compras com eles. Os modos de jogo seriam Single player e Multiplayer.

## Jogabilidade
No jogo, o jogador poderia jogar com seus wrestlers favoritos da WWE ou criar um wrestler original em busca da fama, respeito e riqueza virtual, com o objetivo de chegar até a classificação final para o Hall da Fama. No jogo haveria também um sistema de pontos que seriam usados para desbloquear recursos, itens e subir de nível.
Através da compra de itens adicionais, habilidades e vestimentas o jogador seria capaz melhorar seu personagem. Foi planejado que o jogo teria atualizações de conteúdo e funcionalidades com o passar do jogo para melhorar a experiencia dos jogadores. Antes das lutas, os jogadores poderiam entrar no vestiário de outro personagem, interagir com ele e desafia-lo.
O jogo marcaria o retorno de algumas modalidades de criação, como a criação de personagens, juntamente a golpes e provocações, além se sua entrada, e também um modo onde se poderia criar tatuagens, desenhos e logos para os lutadores, podendo também importar imagens JPG, GIF, PNG e PSD.

## Desenvolvimento
Dia 19 de setembro de 2008 a produção de um novo jogo da série "WWE Smackdown vs Raw" foi anunciada em sob o título "WWE SmackDown vs Raw Online", mas no entanto, em Maio de 2009, o jogo foi renomeado WWE Online com os laços à série cortado.
Antes da E3 2010 já foi confirmada a presença do jogo na mesma, onde no mínimo dariam uma ideia de que tipo de jogo era WWE SmackDown vs Raw Online. Durante a E3 2010, um novo trailer foi lançado e nesse traile ro jogo era anunciado como "WWE Smackdown vs Raw Online", o que confirmou que o jogo voltou ao seu nome original. Mas por fim, no inicio de 2011, a THQ informou que a produção do jogo foi cancelada, sem ao menos informar os motivos.